# 1570
Portal Geschichte | Portal Biografien | Aktuelle Ereignisse | Jahreskalender | Tagesartikel

◄ |
15. Jahrhundert |
16. Jahrhundert
| 17. Jahrhundert | ►

◄ |
1540er |
1550er |
1560er |
1570er
| 1580er | 1590er | 1600er | ►

◄◄ |
◄ |
1566 |
1567 |
1568 |
1569 |
1570
| 1571 | 1572 | 1573 | 1574 | ► | ►►
Staatsoberhäupter  · Nekrolog   · Musikjahr
| Januar | Januar | Januar | Januar | Januar | Januar | Januar | Januar |
| Kw     | Mo     | Di     | Mi     | Do     | Fr     | Sa     | So     |
| ------ | ------ | ------ | ------ | ------ | ------ | ------ | ------ |
| 52     |        |        |        |        |        |        | 1      |
| 1      | 2      | 3      | 4      | 5      | 6      | 7      | 8      |
| 2      | 9      | 10     | 11     | 12     | 13     | 14     | 15     |
| 3      | 16     | 17     | 18     | 19     | 20     | 21     | 22     |
| 4      | 23     | 24     | 25     | 26     | 27     | 28     | 29     |
| 5      | 30     | 31     |        |        |        |        |        |

| Februar | Februar | Februar | Februar | Februar | Februar | Februar | Februar |
| Kw      | Mo      | Di      | Mi      | Do      | Fr      | Sa      | So      |
| ------- | ------- | ------- | ------- | ------- | ------- | ------- | ------- |
| 5       |         |         | 1       | 2       | 3       | 4       | 5       |
| 6       | 6       | 7       | 8       | 9       | 10      | 11      | 12      |
| 7       | 13      | 14      | 15      | 16      | 17      | 18      | 19      |
| 8       | 20      | 21      | 22      | 23      | 24      | 25      | 26      |
| 9       | 27      | 28      |         |         |         |         |         |

| März | März | März | März | März | März | März | März |
| Kw   | Mo   | Di   | Mi   | Do   | Fr   | Sa   | So   |
| ---- | ---- | ---- | ---- | ---- | ---- | ---- | ---- |
| 9    |      |      | 1    | 2    | 3    | 4    | 5    |
| 10   | 6    | 7    | 8    | 9    | 10   | 11   | 12   |
| 11   | 13   | 14   | 15   | 16   | 17   | 18   | 19   |
| 12   | 20   | 21   | 22   | 23   | 24   | 25   | 26   |
| 13   | 27   | 28   | 29   | 30   | 31   |      |      |

| April | April | April | April | April | April | April | April |
| Kw    | Mo    | Di    | Mi    | Do    | Fr    | Sa    | So    |
| ----- | ----- | ----- | ----- | ----- | ----- | ----- | ----- |
| 13    |       |       |       |       |       | 1     | 2     |
| 14    | 3     | 4     | 5     | 6     | 7     | 8     | 9     |
| 15    | 10    | 11    | 12    | 13    | 14    | 15    | 16    |
| 16    | 17    | 18    | 19    | 20    | 21    | 22    | 23    |
| 17    | 24    | 25    | 26    | 27    | 28    | 29    | 30    |

| Mai | Mai | Mai | Mai | Mai | Mai | Mai | Mai |
| Kw  | Mo  | Di  | Mi  | Do  | Fr  | Sa  | So  |
| --- | --- | --- | --- | --- | --- | --- | --- |
| 18  | 1   | 2   | 3   | 4   | 5   | 6   | 7   |
| 19  | 8   | 9   | 10  | 11  | 12  | 13  | 14  |
| 20  | 15  | 16  | 17  | 18  | 19  | 20  | 21  |
| 21  | 22  | 23  | 24  | 25  | 26  | 27  | 28  |
| 22  | 29  | 30  | 31  |     |     |     |     |

| Juni | Juni | Juni | Juni | Juni | Juni | Juni | Juni |
| Kw   | Mo   | Di   | Mi   | Do   | Fr   | Sa   | So   |
| ---- | ---- | ---- | ---- | ---- | ---- | ---- | ---- |
| 22   |      |      |      | 1    | 2    | 3    | 4    |
| 23   | 5    | 6    | 7    | 8    | 9    | 10   | 11   |
| 24   | 12   | 13   | 14   | 15   | 16   | 17   | 18   |
| 25   | 19   | 20   | 21   | 22   | 23   | 24   | 25   |
| 26   | 26   | 27   | 28   | 29   | 30   |      |      |

| Juli | Juli | Juli | Juli | Juli | Juli | Juli | Juli |
| Kw   | Mo   | Di   | Mi   | Do   | Fr   | Sa   | So   |
| ---- | ---- | ---- | ---- | ---- | ---- | ---- | ---- |
| 26   |      |      |      |      |      | 1    | 2    |
| 27   | 3    | 4    | 5    | 6    | 7    | 8    | 9    |
| 28   | 10   | 11   | 12   | 13   | 14   | 15   | 16   |
| 29   | 17   | 18   | 19   | 20   | 21   | 22   | 23   |
| 30   | 24   | 25   | 26   | 27   | 28   | 29   | 30   |
| 31   | 31   |      |      |      |      |      |      |

| August | August | August | August | August | August | August | August |
| Kw     | Mo     | Di     | Mi     | Do     | Fr     | Sa     | So     |
| ------ | ------ | ------ | ------ | ------ | ------ | ------ | ------ |
| 31     |        | 1      | 2      | 3      | 4      | 5      | 6      |
| 32     | 7      | 8      | 9      | 10     | 11     | 12     | 13     |
| 33     | 14     | 15     | 16     | 17     | 18     | 19     | 20     |
| 34     | 21     | 22     | 23     | 24     | 25     | 26     | 27     |
| 35     | 28     | 29     | 30     | 31     |        |        |        |

| September | September | September | September | September | September | September | September |
| Kw        | Mo        | Di        | Mi        | Do        | Fr        | Sa        | So        |
| --------- | --------- | --------- | --------- | --------- | --------- | --------- | --------- |
| 35        |           |           |           |           | 1         | 2         | 3         |
| 36        | 4         | 5         | 6         | 7         | 8         | 9         | 10        |
| 37        | 11        | 12        | 13        | 14        | 15        | 16        | 17        |
| 38        | 18        | 19        | 20        | 21        | 22        | 23        | 24        |
| 39        | 25        | 26        | 27        | 28        | 29        | 30        |           |

| Oktober | Oktober | Oktober | Oktober | Oktober | Oktober | Oktober | Oktober |
| Kw      | Mo      | Di      | Mi      | Do      | Fr      | Sa      | So      |
| ------- | ------- | ------- | ------- | ------- | ------- | ------- | ------- |
| 39      |         |         |         |         |         |         | 1       |
| 40      | 2       | 3       | 4       | 5       | 6       | 7       | 8       |
| 41      | 9       | 10      | 11      | 12      | 13      | 14      | 15      |
| 42      | 16      | 17      | 18      | 19      | 20      | 21      | 22      |
| 43      | 23      | 24      | 25      | 26      | 27      | 28      | 29      |
| 44      | 30      | 31      |         |         |         |         |         |

| November | November | November | November | November | November | November | November |
| Kw       | Mo       | Di       | Mi       | Do       | Fr       | Sa       | So       |
| -------- | -------- | -------- | -------- | -------- | -------- | -------- | -------- |
| 44       |          |          | 1        | 2        | 3        | 4        | 5        |
| 45       | 6        | 7        | 8        | 9        | 10       | 11       | 12       |
| 46       | 13       | 14       | 15       | 16       | 17       | 18       | 19       |
| 47       | 20       | 21       | 22       | 23       | 24       | 25       | 26       |
| 48       | 27       | 28       | 29       | 30       |          |          |          |

| Dezember | Dezember | Dezember | Dezember | Dezember | Dezember | Dezember | Dezember |
| Kw       | Mo       | Di       | Mi       | Do       | Fr       | Sa       | So       |
| -------- | -------- | -------- | -------- | -------- | -------- | -------- | -------- |
| 48       |          |          |          |          | 1        | 2        | 3        |
| 49       | 4        | 5        | 6        | 7        | 8        | 9        | 10       |
| 50       | 11       | 12       | 13       | 14       | 15       | 16       | 17       |
| 51       | 18       | 19       | 20       | 21       | 22       | 23       | 24       |
| 52       | 25       | 26       | 27       | 28       | 29       | 30       | 31       |

| Januar | Januar | Januar | Januar | Januar | Januar | Januar | Januar |
| Kw     | Mo     | Di     | Mi     | Do     | Fr     | Sa     | So     |
| ------ | ------ | ------ | ------ | ------ | ------ | ------ | ------ |
| 52     |        |        |        |        |        |        | 1      |
| 1      | 2      | 3      | 4      | 5      | 6      | 7      | 8      |
| 2      | 9      | 10     | 11     | 12     | 13     | 14     | 15     |
| 3      | 16     | 17     | 18     | 19     | 20     | 21     | 22     |
| 4      | 23     | 24     | 25     | 26     | 27     | 28     | 29     |
| 5      | 30     | 31     |        |        |        |        |        |

| Februar | Februar | Februar | Februar | Februar | Februar | Februar | Februar |
| Kw      | Mo      | Di      | Mi      | Do      | Fr      | Sa      | So      |
| ------- | ------- | ------- | ------- | ------- | ------- | ------- | ------- |
| 5       |         |         | 1       | 2       | 3       | 4       | 5       |
| 6       | 6       | 7       | 8       | 9       | 10      | 11      | 12      |
| 7       | 13      | 14      | 15      | 16      | 17      | 18      | 19      |
| 8       | 20      | 21      | 22      | 23      | 24      | 25      | 26      |
| 9       | 27      | 28      |         |         |         |         |         |

| März | März | März | März | März | März | März | März |
| Kw   | Mo   | Di   | Mi   | Do   | Fr   | Sa   | So   |
| ---- | ---- | ---- | ---- | ---- | ---- | ---- | ---- |
| 9    |      |      | 1    | 2    | 3    | 4    | 5    |
| 10   | 6    | 7    | 8    | 9    | 10   | 11   | 12   |
| 11   | 13   | 14   | 15   | 16   | 17   | 18   | 19   |
| 12   | 20   | 21   | 22   | 23   | 24   | 25   | 26   |
| 13   | 27   | 28   | 29   | 30   | 31   |      |      |

| April | April | April | April | April | April | April | April |
| Kw    | Mo    | Di    | Mi    | Do    | Fr    | Sa    | So    |
| ----- | ----- | ----- | ----- | ----- | ----- | ----- | ----- |
| 13    |       |       |       |       |       | 1     | 2     |
| 14    | 3     | 4     | 5     | 6     | 7     | 8     | 9     |
| 15    | 10    | 11    | 12    | 13    | 14    | 15    | 16    |
| 16    | 17    | 18    | 19    | 20    | 21    | 22    | 23    |
| 17    | 24    | 25    | 26    | 27    | 28    | 29    | 30    |

| Mai | Mai | Mai | Mai | Mai | Mai | Mai | Mai |
| Kw  | Mo  | Di  | Mi  | Do  | Fr  | Sa  | So  |
| --- | --- | --- | --- | --- | --- | --- | --- |
| 18  | 1   | 2   | 3   | 4   | 5   | 6   | 7   |
| 19  | 8   | 9   | 10  | 11  | 12  | 13  | 14  |
| 20  | 15  | 16  | 17  | 18  | 19  | 20  | 21  |
| 21  | 22  | 23  | 24  | 25  | 26  | 27  | 28  |
| 22  | 29  | 30  | 31  |     |     |     |     |

| Juni | Juni | Juni | Juni | Juni | Juni | Juni | Juni |
| Kw   | Mo   | Di   | Mi   | Do   | Fr   | Sa   | So   |
| ---- | ---- | ---- | ---- | ---- | ---- | ---- | ---- |
| 22   |      |      |      | 1    | 2    | 3    | 4    |
| 23   | 5    | 6    | 7    | 8    | 9    | 10   | 11   |
| 24   | 12   | 13   | 14   | 15   | 16   | 17   | 18   |
| 25   | 19   | 20   | 21   | 22   | 23   | 24   | 25   |
| 26   | 26   | 27   | 28   | 29   | 30   |      |      |

| Juli | Juli | Juli | Juli | Juli | Juli | Juli | Juli |
| Kw   | Mo   | Di   | Mi   | Do   | Fr   | Sa   | So   |
| ---- | ---- | ---- | ---- | ---- | ---- | ---- | ---- |
| 26   |      |      |      |      |      | 1    | 2    |
| 27   | 3    | 4    | 5    | 6    | 7    | 8    | 9    |
| 28   | 10   | 11   | 12   | 13   | 14   | 15   | 16   |
| 29   | 17   | 18   | 19   | 20   | 21   | 22   | 23   |
| 30   | 24   | 25   | 26   | 27   | 28   | 29   | 30   |
| 31   | 31   |      |      |      |      |      |      |

| August | August | August | August | August | August | August | August |
| Kw     | Mo     | Di     | Mi     | Do     | Fr     | Sa     | So     |
| ------ | ------ | ------ | ------ | ------ | ------ | ------ | ------ |
| 31     |        | 1      | 2      | 3      | 4      | 5      | 6      |
| 32     | 7      | 8      | 9      | 10     | 11     | 12     | 13     |
| 33     | 14     | 15     | 16     | 17     | 18     | 19     | 20     |
| 34     | 21     | 22     | 23     | 24     | 25     | 26     | 27     |
| 35     | 28     | 29     | 30     | 31     |        |        |        |

| September | September | September | September | September | September | September | September |
| Kw        | Mo        | Di        | Mi        | Do        | Fr        | Sa        | So        |
| --------- | --------- | --------- | --------- | --------- | --------- | --------- | --------- |
| 35        |           |           |           |           | 1         | 2         | 3         |
| 36        | 4         | 5         | 6         | 7         | 8         | 9         | 10        |
| 37        | 11        | 12        | 13        | 14        | 15        | 16        | 17        |
| 38        | 18        | 19        | 20        | 21        | 22        | 23        | 24        |
| 39        | 25        | 26        | 27        | 28        | 29        | 30        |           |

| Oktober | Oktober | Oktober | Oktober | Oktober | Oktober | Oktober | Oktober |
| Kw      | Mo      | Di      | Mi      | Do      | Fr      | Sa      | So      |
| ------- | ------- | ------- | ------- | ------- | ------- | ------- | ------- |
| 39      |         |         |         |         |         |         | 1       |
| 40      | 2       | 3       | 4       | 5       | 6       | 7       | 8       |
| 41      | 9       | 10      | 11      | 12      | 13      | 14      | 15      |
| 42      | 16      | 17      | 18      | 19      | 20      | 21      | 22      |
| 43      | 23      | 24      | 25      | 26      | 27      | 28      | 29      |
| 44      | 30      | 31      |         |         |         |         |         |

| November | November | November | November | November | November | November | November |
| Kw       | Mo       | Di       | Mi       | Do       | Fr       | Sa       | So       |
| -------- | -------- | -------- | -------- | -------- | -------- | -------- | -------- |
| 44       |          |          | 1        | 2        | 3        | 4        | 5        |
| 45       | 6        | 7        | 8        | 9        | 10       | 11       | 12       |
| 46       | 13       | 14       | 15       | 16       | 17       | 18       | 19       |
| 47       | 20       | 21       | 22       | 23       | 24       | 25       | 26       |
| 48       | 27       | 28       | 29       | 30       |          |          |          |

| Dezember | Dezember | Dezember | Dezember | Dezember | Dezember | Dezember | Dezember |
| Kw       | Mo       | Di       | Mi       | Do       | Fr       | Sa       | So       |
| -------- | -------- | -------- | -------- | -------- | -------- | -------- | -------- |
| 48       |          |          |          |          | 1        | 2        | 3        |
| 49       | 4        | 5        | 6        | 7        | 8        | 9        | 10       |
| 50       | 11       | 12       | 13       | 14       | 15       | 16       | 17       |
| 51       | 18       | 19       | 20       | 21       | 22       | 23       | 24       |
| 52       | 25       | 26       | 27       | 28       | 29       | 30       | 31       |

## Ereignisse

### Politik und Weltgeschehen

#### Britische Inseln
- 23. Januar: In Linlithgow verübt der Adelige James Hamilton of Bothwellhaugh auf den vorbeireitenden schottischen Regenten James Stewart, 1. Earl of Moray, ein Attentat mit einem Karabiner. Es ist das weltweit erste bekannte Attentat mit einer Feuerwaffe. Der Regent wird so schwer verletzt, dass er stirbt. Der schottische Bürgerkrieg erhält durch den Vorfall neuen Auftrieb.

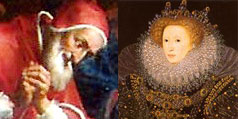
Pius V. und Elisabeth I.
(Bildmontage)

- 25. Februar: Mit der Bulle Regnans in Excelsis exkommuniziert Papst Pius V. Königin Elisabeth I. von England und spricht ihr das Recht auf den englischen Thron ab. Alle Adligen, Untertanen und Bediensteten, die einen Eid auf die Königin abgelegt haben, entbindet er von ihrem Treueschwur. Er befiehlt allen Menschen, zurück in den „Schoß“ der katholischen Kirche zu kehren und droht denen, die dieser Aufforderung nicht folgen, ebenfalls die Exkommunikation an.
- August: Thomas Howard, 4. Duke of Norfolk, wird aus seiner Haft im Tower of London entlassen. Wenig später wird er gemeinsam mit dem spanischen Gesandten Guerau de Spes und Bischof John Leslie in die Ridolfi-Verschwörung verwickelt.

#### Dritter Hugenottenkrieg in Frankreich
- 27. Juni: Die Schlacht bei Arnay-le-Duc endet mit einem Sieg der Hugenotten unter dem Kommando von Gaspard II. de Coligny.
- 8. August: Der Frieden von Saint-Germain nach dem dritten Hugenottenkrieg bringt die Einigung zwischen Karl IX. von Frankreich und Admiral Gaspard de Coligny als Vertreter der Hugenotten. Die Hugenotten erhalten unter anderem eine Generalamnestie, alle seit dem Jahr 1559 ausgesprochenen Verurteilungen werden aufgehoben. Außerdem werden ihnen vier befestigte Städte zugesprochen, in denen sie ihre Religion ungehindert ausüben können, und zwar La Rochelle, Montauban, Cognac und La Charité.

#### Heiliges Römisches Reich
- 26. Februar: Der Heringskrieg zwischen Stadt und Land Luzern wird beigelegt.
- 1. Dezember: In dem Vertrag von Speyer verzichtet der siebenbürgische Gegenkönig der Habsburger in Ungarn, Johann II. zugunsten von Kaiser Maximilian II. auf den ungarischen Königstitel. Er erhält im Gegenzug die nicht von den Osmanen besetzten ungarischen Komitate jenseits der Theiß und nennt sich nunmehr Johann Sigismund, Transilvaniae et partium regni Hungariae princeps (Fürst von Siebenbürgen und Teilen des Königreichs Ungarn).
- Holländische Kaufleute lassen sich infolge der Glaubensverfolgung in Emden nieder.

#### Ost- und Nordeuropa
- 2. Januar: Truppen Iwans IV., des Schrecklichen, beginnen mit der Plünderung und Zerstörung Nowgorods, rund 60.000 Einwohner sollen ermordet worden sein.
- 13. Dezember: Mit dem Frieden von Stettin wird der nordische Dreikronenkrieg beendet.

#### Fünfter Venezianischer Türkenkrieg
- März: Fünfter Venezianischer Türkenkrieg: Ein osmanischer Gesandter fordert die Venezianer zur Übergabe Zyperns auf. Eine venezianische Flotte unter Girolamo Zanne verlässt Venedig Ende März, wird aber in Zara von einer Typhus-Epidemie so dezimiert, dass sie als Kampfverband praktisch ausscheidet.
- 17. April: Admiral Piyale Pascha verlässt Konstantinopel mit 80 Galeeren und 30 Fusten und segelt über Tinos und Negroponte nach Rhodos, wo er am 28. Mai ankommt. Am 16. Mai bricht Ali Pascha mit der osmanischen Transportflotte von Konstantinopel zur Eroberung Zyperns auf, der letzten größeren Besitzung Venedigs im östlichen Mittelmeer.
- Trotz dringender Hilferufe seit Januar wird erst Ende August eine Flotte der Heiligen Liga unter Giovanni Andrea Doria zusammengestellt, die sich in der Souda-Bucht von Kreta versammelt. Eine Intervention des spanischen Königs Philipp II. verzögert jedoch ihr Auslaufen. Ein Teil der Flotte segelt schließlich in der letzten Septemberwoche in Richtung Finike, aber schon auf dem Weg dorthin erreicht sie die Nachricht vom Fall Nikosias am 9. September. Da starke osmanischen Flottenverbände zur gleichen Zeit in der südlichen Ägäis und im Ionischen Meer operieren und nach der Landung auf Zypern wiederum in diesen Gewässern segeln, sieht sich die christliche Flotte gezwungen, sich nach Süditalien zurückzuziehen, um nicht abgeschnitten zu werden und um einen osmanischen Angriff in die Adria zu verhindern.
- September: Nach dem Fall von Nikosia folgen in den nächsten Tagen Paphos, Limassol und Larnaka. Kyrenia ergibt sich ohne Kampf. Am 18. September erscheint das osmanische Heer vor Famagusta, der letzten venezianischen Festung auf der Insel.

#### Philippinen
- 8. Mai: Die spanischen Konquistadoren Martín de Goiti und Juan de Salcedo gehen in der heutigen Bucht von Manila auf Luzon auf den Philippinen an Land. Sie werden von Rajah Sulayman, dem muslimischen Herrscher der Tagalog, anfänglich freundlich empfangen. Als sich jedoch herausstellt, dass sie es hauptsächlich auf seine Schätze abgesehen haben, kommt es zu Kampfhandlungen.
- 24. Mai: Die zahlenmäßig unterlegenen Spanier siegen aufgrund ihrer überlegenen Bewaffnung über das Heer der philippinischen Rajahs. Am 6. Juni erobern sie Manila und zerstören den dortigen Palast. Im Zuge dieser Niederlage fallen alle drei beteiligten Herrscher in die Hände von Martín de Goiti und werden zu Gefangenen des spanischen Konquistadors. Die Überlebenden aus Sulaymans Truppen ziehen sich zusammen mit den Kämpfern von Lakandula und Matanda in den Dschungel zurück, um sich neu zu organisieren.

#### Amerika
Häuptling Hiawatha gibt den Anstoß zur Gründung des Irokesenbundes, zu dieser Zeit eine Vereinigung von fünf Irokesenstämmen.

### Wissenschaft und Technik

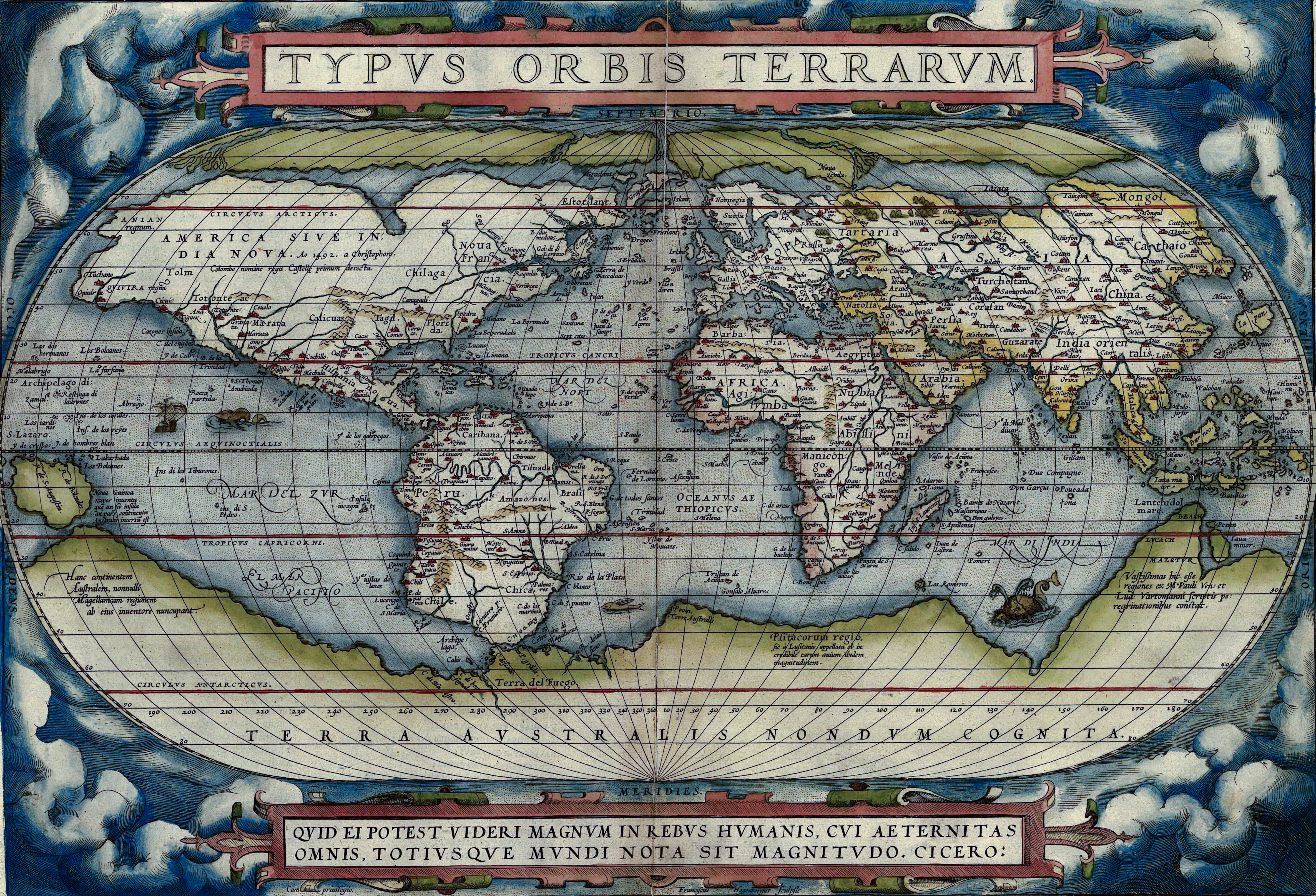
Weltkarte des Theatrum Orbis Terrarum von 1570

Abraham Ortelius: Afrika, 1570

- Die erste moderne Atlas, das Theatrum Orbis Terrarum mit 70 Kartenblättern, wird in Antwerpen gedruckt. Er ist eine Arbeit von Abraham Ortelius. Der Werksumfang wächst bis zur 1612 erschienenen 31. Auflage auf 167 Karten nebst bibliografischem Apparat.
- Systemkatalogisierung von Geisteskrankheiten durch Felix Platner
- Entdeckung der Venenklappen in Blutadern durch Girolamo Fabrizio
- Konrad Heresbach veröffentlicht in Deutschland das erste Werk über die Landwirtschaft Rei Rusticae Libri Quatuor. Es beschreibt in Dialogform zahlreiche Aspekte des bäuerlichen Lebens und ist noch in lateinischer Sprache verfasst.

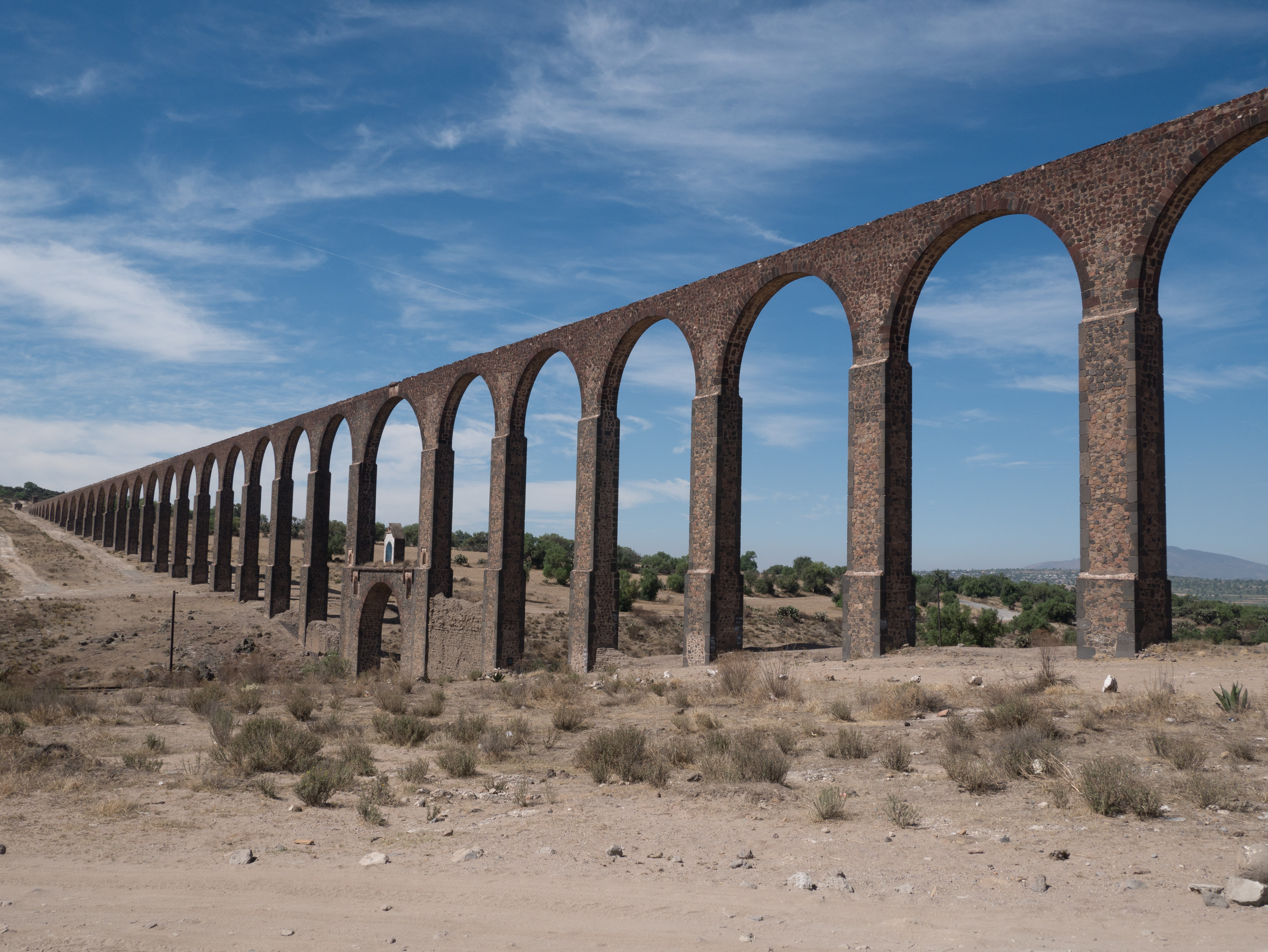
Tepeyahualco-Aquädukt

- Der Aquädukt des Padre Tembleque in Mexiko wird fertiggestellt. Es gilt als das bedeutendste Wasserleitungs- und -verteilungssystem, das im 16. Jahrhundert im Vizekönigreich Neuspanien gebaut wurde.

### Kultur
- Schloss Spielberg in Österreich wird errichtet.

### Religion
- 14. April: Im Consensus von Sandomir anerkennen die polnischen Lutheraner, Reformierten und Böhmischen Brüder gegenseitig die Rechtmäßigkeit ihrer jeweiligen Konfessionen.
- 14. Juli: Das einheitliche Missale Romanum wird von Papst Pius V. mit der Bulle Quo primum veröffentlicht. Das neue Messbuch wurde vom Konzil von Trient angestrebt.

### Katastrophen
- 8. Februar: Ein Erdbeben mit darauf folgendem Tsunami zerstört die Stadt Concepción im heutigen Chile vollständig. Rund 2.000 Menschen kommen ums Leben.
- 1. November: Eine Sturmflut zu Allerheiligen überschwemmt die Nordseeküste von Flandern bis nach Nordwestdeutschland. Etwa 20.000 Menschen kommen zu Tode.
- 2. November: Nach dem Hereinbrechen der später Allerheiligenflut genannten Sturmflut in den Niederlanden am Vortag setzt sich das Desaster fort. Bei einem Orkan an der Nordseeküste brechen die Deiche von Holland bis Jütland. In den Wassermassen sollen 20.000 Küstenbewohner ums Leben gekommen sein. Weite Teile der Nordseeküste von den Niederlanden bis Dänemark sind betroffen.
- Náchod wird durch einen Großbrand beinahe vollständig zerstört.

## Geboren

### Geburtsdatum gesichert
- 19. Januar: Wolfgang Hirschbach, war ein deutscher Rechtswissenschaftler († 1620)
- 12. April: Giovanni Tiepolo, Patriarch von Venedig († 1631)
- 13. April: Guy Fawkes, Mitglied einer katholischen Verschwörergruppe in England, die versuchte das Parlament zu sprengen († 1606)
- 17. April: Erasmus Schmidt, deutscher Philologe und Mathematiker († 1637)
- 28. April: Ludolf von Münchhausen, deutscher Privatgelehrter († 1640)
- 22. Mai: Johann, Herzog von Sachsen-Weimar († 1605)
- 21. August: Christoph, Herzog von Braunschweig-Harburg († 1606)
- 22. August: Franz Xaver von Dietrichstein, Bischof von Olmütz, Kardinal und Vertreter der Rekatholisierung in Mähren († 1636)
- 25. August: Wilhelm, Graf von Nassau-Weilburg († 1597)
- 07. September: Günther XLII., Graf von Schwarzburg-Sondershausen († 1643)

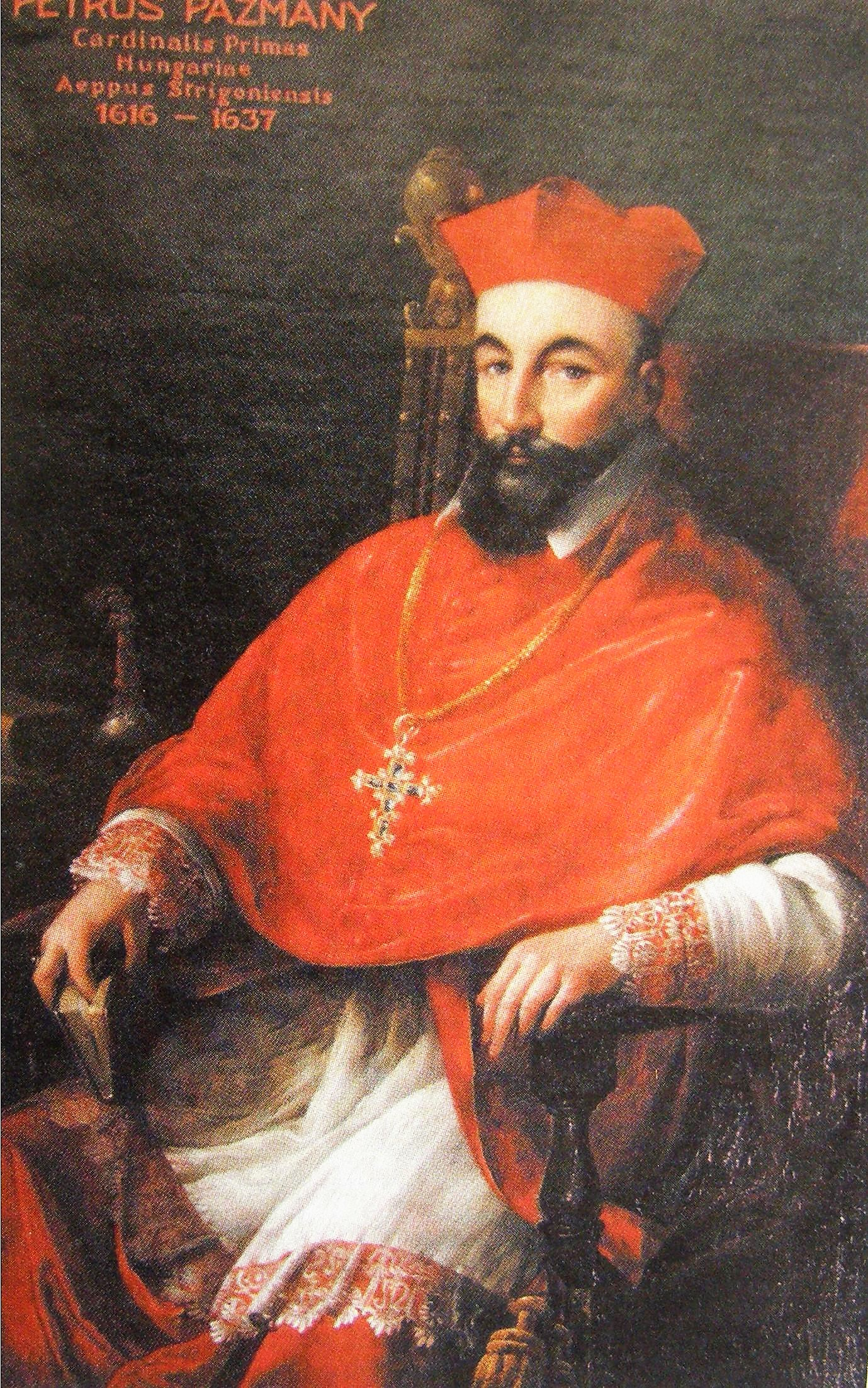
Peter Pázmány

- 04. Oktober: Peter Pázmány, ungarischer Philosoph, Theologe und Protagonist der Gegenreformation im königlichen Ungarn († 1637)
- 07. Oktober: Volkert Overlander, Amsterdamer Bürgermeister († 1630)
- 16. Oktober: Jakob Martini, deutscher lutherischer Theologe und Philosoph († 1649)
- 07. November: Cornelius Gobelius, Weihbischof von Thüringen († 1611)
- 03. Dezember: Simon Ulrich Pistoris, Rechtswissenschaftler und kursächsischer Diplomat († 1615)
- 11. Dezember: Esther Imbert, französische Mätresse († nach 1593)

### Genaues Geburtsdatum unbekannt
- Reza Abbasi, bekanntester persischer Miniaturmaler und Kalligraph der sogenannten Isfahaner Schule († 1635)
- Johann Andreae, deutscher Registrator und Hofhistoriograph († 1645)
- Stefan Gabriel, Schweizer evangelisch-reformierter Pfarrer und Begründer der rätoromanischen Schriftsprache des surselvischen Idioms († 1638)
- John Tradescant der Ältere, englischer Gärtner und Botaniker († 1638)
- Balthasar Zimmermann, kursächsischer Landvermesser und Kartograf († 1633/34)

## Gestorben

### Erstes Halbjahr
- 03. Januar: Veit Winsheim, deutscher Rhetoriker, Philologe, Mediziner und Gräzist (* 1501)
- 08. Januar: Philibert Delorme, französischer Architekt der Renaissance (* um 1510)
- 22. Januar: Jobst von Brandt, deutscher Edelmann und Komponist (* 1517)
- 22. Januar: Wilhelm Hartmann von Klauer zu Wohra, Fürstabt von Fulda (* um 1530)
- 23. Januar: James Stewart, 1. Earl of Moray, schottischer Peer (* 1531)
- 25. Januar: Philibert Babou de La Bourdaisière, französischer Kardinal (* 1513)
- 20. Februar: Johann Scheubel, deutscher Mathematiker (* 1494)
- 21. Februar: Martin Herkules Rettinger von Wiespach, Bischof von Lavant
- 28. Februar: Domingo de Santo Tomás, spanischer Dominikaner und Sprachwissenschaftler (* 1499)
- 01. März: Bernhard VII., Fürst von Anhalt (* 1540)
- 06. März: Johann Agricola aus Gunzenhausen, deutscher Mediziner (* 1496)
- 09. März: Eberhard, Graf zu Hohenlohe-Waldenburg (* 1535)
- 17. März: William Herbert, 1. Earl of Pembroke, englischer Adliger und Höfling (* 1501)
- 10. April: Johann Walter, deutscher Kirchenmusiker und Berater Martin Luthers in musikalischen Fragen (* 1496)
- 27. April: Johann Ulrich Zasius, Reichsvizekanzler des Heiligen Römischen Reiches (* 1521)
- 03. Mai: Pietro Loredan, 84. Doge von Venedig (* um 1482)
- 06. Mai: Agnes von Limburg-Styrum, Äbtissin im Stift Freckenhorst
- 27. Mai: Moses Cordovero, jüdischer Mystiker und Kabbalist (* 1522)
- 03. Juni: Klaus Kursell, schwedischer Feldobrist
- 15. Juni: Simon Bruns, deutscher lutherischer Theologe und Reformator (* um 1525)
- 20. Juni: Friedrich Bernbeck, deutscher Bürgermeister und Gestalter der Reformation in Kitzingen (* 1511)
- 28. Juni: Fridolin Brunner, Schweizer evangelischer Pfarrer und Reformator im Kanton Glarus (* 1498)

### Zweites Halbjahr
- 03. Juli: Aonio Paleario, italienischer Humanist, Rhetoriker und Reformator (* 1503)
- 06. Juli: Margaret Giggs, englische Katholikin, Adoptivtochter von Thomas More (* 1505 oder 1508)
- 15. Juli: Nicolaus Gallus, deutscher evangelisch-lutherischer Theologe (* um 1516)
- 12. August: Ursula Pole, englische Adelige (* um 1504)
- 11. September: Johannes Brenz, deutscher Reformator in Württemberg (* 1499)
- 15. September: Theodor Fabricius, deutscher evangelischer Theologe und Reformator (* 1501)
- 01. Oktober: Frans Floris, flämischer Maler (* 1516)
- 18. Oktober: Manuel da Nobrega, portugiesischer Jesuit, Theologe, Missionar und Schriftsteller (* 1517)
- 20. Oktober: João de Barros, portugiesischer Historiker (* 1496)
- 26. Oktober: Francesco Laparelli, italienischer Ingenieur und Baumeister (* 1521)
- 27. November: Jacopo Sansovino, italienischer Bildhauer und Architekt (* 1486)

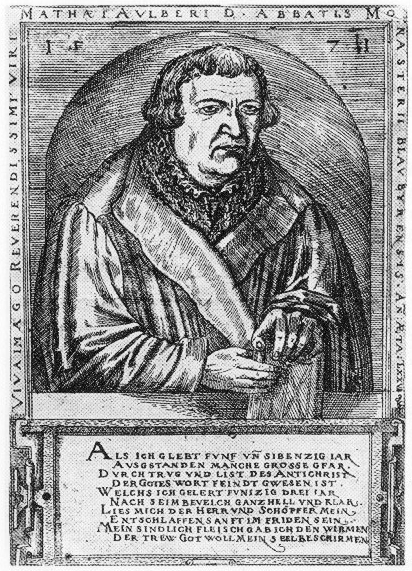
Matthäus Alber

- 02. Dezember: Matthäus Alber, deutscher Reformator (* 1495)
- 15. Dezember: Friedrich III., Herzog von Haynau und Liegnitz (* 1520)

### Genaues Todesdatum unbekannt
- Johannes Bermudes, portugiesischer Militärarzt und Pseudo-Patriarch
- Nicolaes Jonghelinck, flämischer Kaufmann, Bankier (Steuerbeamter) und Kunstsammler (* 1517)
- Thomas Thirlby, englischer Bischof und Diplomat (* um 1500)